# 埃特拉博讷
埃特拉博讷（法語：Étrabonne，法語發音：[etʁabɔn]）是法国杜省的一个市镇，属于贝桑松区。

## 地理
埃特拉博讷（47°14'2"N, 5°44'33"E）面积5.52 平方千米，位于法国勃艮第-弗朗什-孔泰大區杜省，该省份为法国东部内陆省份，北起上索恩省，西接汝拉省，东部及东南部与瑞士接壤，东北部与贝尔福地区省接壤。
与埃特拉博讷接壤的市镇（或旧市镇、城区）包括：雅勒朗日、勒穆特罗、帕涅、罗曼、鲁方日、库尔沙蓬、朗泰讷-韦蒂耶尔、大梅尔塞。

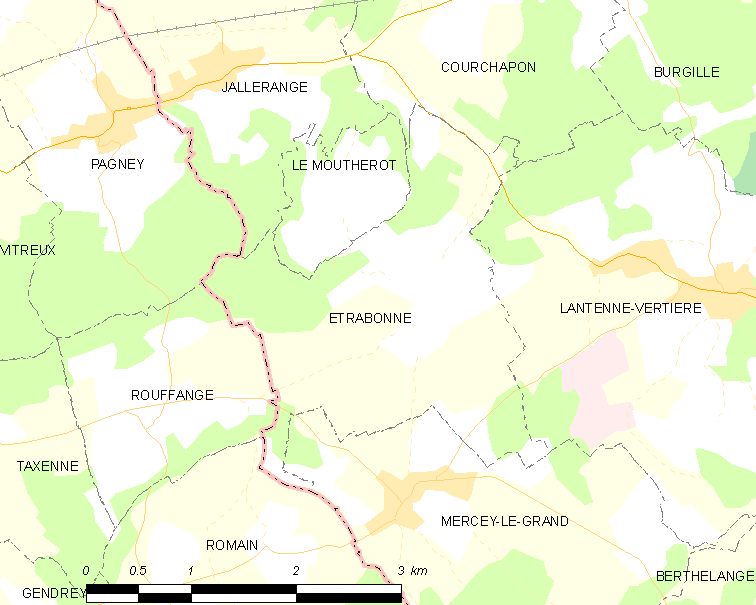
埃特拉博讷的OSM定位图

埃特拉博讷的时区为UTC+01:00、UTC+02:00（夏令时）。

## 行政
埃特拉博讷的邮政编码为25170，INSEE市镇编码为25225。

## 政治
埃特拉博讷所属的省级选区为圣维特县。

## 人口

1962-2008年间埃特拉博讷人口变化图示

埃特拉博讷于2022年1月1日时的人口数量为184人。